# Arkoola nigra
Arkoola nigra är en svamp som beskrevs 1986 av J. Walker & Stovold. Arten placeras i det egna släktet Arkoola och familjen Venturiaceae.   Inga underarter finns listade i Catalogue of Life.